# John Boehner
John Andrew Boehner [ˈbeɪnər], född 17 november 1949 i Reading, Ohio, är en amerikansk politiker (republikan) som var talman i USA:s representanthus, den ena kammaren i USA:s kongress, från 2011 till 2015.

## Biografi
Boehner representerade Ohios 8:e kongressdistrikt i den västra delen av delstaten. Den 2 februari 2006 valdes Boehner till att efterträda den dåvarande majoritetsledaren, Tom DeLay, som tvingades avgå efter att ha blivit fälld för ekobrott. Efter republikanernas nederlag i valet 2006, valdes Boehner till minoritetsledare i representanthuset för det 110:e kongressmötet.
Han är den förste talmannen från delstaten Ohio sedan Nicholas Longworth  som var talman från 1925 till 1931 och J. Warren Keifer som var talman mellan 1881 och 1883. Boehner är den förste talman som har tjänstgjort både som majoritetsledare och minoritetsledare för sitt parti sedan Texasdemokraten Sam Rayburn. Denne tjänstgjorde som majoritetsledare från 1936 till 1940 och som minoritetsledare från 1947 till 1949 och från 1953 till 1955.
I september 2015 meddelade han att hade för avsikt att avgå som talman i USA:s representanthus och samtidigt lämna representanthuset sista oktober samma år. Den 29 oktober 2015 efterträddes han som talman av Paul Ryan.